# Rio Brusturi (Moldova)
O Rio Brusturi é um rio da Romênia afluente do Rio Moldova, localizado no distrito de Neamţ.